# Hypoxis sagittata
Hypoxis sagittata är en enhjärtbladig växtart som beskrevs av Gert Cornelius Nel. Hypoxis sagittata ingår i släktet Hypoxis och familjen Hypoxidaceae. Inga underarter finns listade i Catalogue of Life.